# Francés de Bélgica

El francés belga se habla sobre todo en la Comunidad francesa de Bélgica (en rojo).

El francés de Bélgica o francés belga (en francés: français de Belgique) es la variedad del francés que hablan los francófonos de dicho país. El francés de Bélgica y el de Francia son casi idénticos, y por tanto mutuamente inteligibles, aunque existen notables diferencias léxicas y fonológicas.

## Influencias
Hasta comienzos del siglo XX, los habitantes de Valonia, la región francófona de Bélgica, hablaban valón. Muchos hablantes eran bilingües en francés y en valón, y por ello esta última lengua tuvo una gran influencia en el desarrollo del francés belga. El neerlandés y, en menor medida, el alemán, también han enriquecido el francés de Bélgica con palabras y locuciones, especialmente en Bruselas donde se efectuó una transición del neerlandés al francés a partir del fin del siglo XIX.
Además, el hecho de que Bélgica haya estado políticamente separada de Francia durante varios siglos (excepto durante un periodo corto de tiempo, bajo el dominio napoleónico) ha contribuido a la divergencia entre ambas variedades de francés, que se evidencia en especial en áreas como los alimentos y la administración pública.

## Diferencias de pronunciación
Existen pocas diferencias fonológicas notables entre el francés de Francia y el de Bélgica, y además no suelen ser más diferentes que las que existen entre los dialectos regionales de Francia. Las principales son:
- Carencia de la /ɥ/ aproximante: La combinación /ɥi/ se ve reemplazada por /wi/, y en otras situaciones /ɥ/ pasa a ser una plena vocal /y/. Por ello, [aclaración requerida], las palabras enfuir (huir) y enfouir (enterrar) son homófonas.
- Se mantiene la distinción entre las vocales nasales /ɛ̃/ y /œ̃/, mientras que en muchas regiones de Francia estos dos sonidos no se distinguen. De esta forma, aunque para muchos franceses, brin (brizna) y brun (marrón), son homófonas, para los belgas no.
- Existe una distinción más clara entre las vocales cortas y largas.
- La letra "w" casi siempre se pronuncia /w/, como en flamenco, mientras que en Francia se suele pronunciar /v/, como en alemán. Por ejemplo, la palabra wagon (vagón) se pronuncia /vagɔ̃/ en francés de Francia, mientras que en francés belga es /wagɔ̃/.
- Algunos hablantes tienen tendencia a no pronunciar las últimas sílabas o hacerlo con un sonido sordo, esto es, "d" se convierte en "t", "b" se convierte en "p", y "g" se convierte en "k". Combinado con la pérdida de las consonantes en los grupos consonánticos finales, conduce a que se pronuncie /gʁɑ̃t/ en lugar de /gʁɑ̃d/ ("grande") y /taːp/ en lugar de /tabl/ ("table").

No obstante, ciertos acentos, como los urbanos (especialmente los de Bruselas y Lieja), así como los de los hablantes más mayores, presentan una mayor desviación con respecto a la pronunciación francesa estándar. Por ejemplo, en el dialecto que se habla en Lieja y sus alrededores, especialmente entre la gente mayor, la letra "h" se pronuncia en ciertas posiciones, mientras que en el francés estándar jamás se pronuncia. Ese dialecto también es conocido por su entonación lenta, algo melodiosa, un rasgo que es más notorio al este, en la zona de Verviers.

## Vocabulario
Las palabras exclusivas del francés belga se denominan "belgicismos" (en francés belgicismes), término que también se utiliza para designar las palabras neerlandesas que se usan en Bélgica y no en los Países Bajos. Existen demasiados como para formar una lista completa en este artículo, pero entre los más conocidos podemos destacar:
- El uso de septante para "setenta" y nonante para "noventa", en lugar del soixante-dix (literalmente "sesenta-diez") y el quatre-vingt-dix ("cuatro veinte y diez") del francés estándar. Estas palabras también se usan en el francés suizo, pero a diferencia de este, los belgas jamás utilizan huitante en lugar de quatre-vingts ("cuatro veintes").
- Se utiliza el verbo savoir en lugar de pouvoir en el sentido de "capacidad para hacer algo" (en otras variedades del francés, "savoir" se utiliza exclusivamente con el significado de "saber"). Así, en francés belga, Je ne sais pas dormir significa "no puedo dormir", mientras que Je ne peux pas dormir significa "no puedo dormir" en el sentido de "no me está permitido dormir". Este uso les puede resultar divertido a los hablantes de otras variedades de francés, que entienden "no sé dormir" en la primera frase.
- Las palabras para las comidas varían, como se indica en la tabla de abajo. El uso en el francés belga, suizo y francés quebequés concuerda con la etimología—déjeuner proviene de un verbo que significa "desayunar". En francés estándar, sin embargo, el desayuno se traduce por petit-déjeuner. Es posible que este cambio se deba a las prácticas de Luis XIV, que se levantaba al mediodía para tomar su primera comida del día, a la que llamaba déjeuner. Puesto que los criados del rey se tenían que levantar temprano, tomaban un pequeño desayuno al que llamaban petit déjeuner. El tribunal francés adoptó pronto los cambios, extendiéndose el nuevo uso de la palabra déjeuner por toda Francia, mientras que Bélgica, Suiza y Canadá se quedaron con los términos antiguos. Souper se usa en Francia para referirse a la comida que se toma alrededor de medianoche, después de haber ido a la ópera o al teatro.

| Español                 | Francés belga, suizo, y canadiense | Francés estándar |
| ----------------------- | ---------------------------------- | ---------------- |
| desayuno                | déjeuner                           | petit déjeuner   |
| almuerzo                | dîner                              | déjeuner         |
| cena (antes de salir)   | souper                             | dîner            |
| cena (después de salir) | -                                  | souper           |
- Muchas palabras y expresiones valonas se han trasladado al francés belga, especialmente en las regiones orientales de Valonia. Existen numerosos ejemplos, pero son casi imposibles de transcribir puesto que el valón no tiene una ortografía oficial. Algunos de ellos son Ka tôt rât (equivalente a à bientôt, "hasta pronto"), peket ("jenever", ginebra) o barakî ("macarra", personaje perteneciente a las clases marginales).
- Son también patentes las influencias germánicas. Tómese por ejemplo la construcción Ça me goûte bien, un calco de los patrones germánicos, como Das schmeckt mir gut o Het smaakt me (goed) en neerlandés, o incluso Tu viens avec?, similar al neerlandés Kom je mee? En Bélgica, al alcalde de una localidad se le llama bourgmestre (mientras que en el francés estándar es maire), lo que refleja la influencia neerlandesa. La palabra crole ("rizo") viene de la palabra neerlandesa krul.
- Además, hay algunas palabras exclusivas del francés belga y que no son de origen valón ni neerlandés, como guindaille (una fiesta, especialmente entre estudiantes), syllabus ("apuntes fotocopiados"), y el uso de s'il vous plaît con el significado de voici.
- Oufti ! es una exclamación que significa ¡caramba!
- Dikkenek es una palabra para designar a alguien engreído.
- Être busé significa aprobar un examen.
- Maquée significa queso blanco o requesón.
- Aller à la toilette o aller à la cour significan ir al baño